# FA Cup 2017-18
La FA Cup 2017-18 (también conocida como FA Challenge Cup) es la 137ª edición del más antiguo torneo de fútbol reconocido en el mundo. Es patrocinado por Emirates y conocido como Emirates FA Cup por razones de patrocinio. 737 clubes fueron aceptados en el torneo, y comenzó con la Ronda Extra Preliminar el 5 de agosto de 2017 y concluirá con la final el 19 de mayo de 2018. El ganador se clasificará para la Fase de grupos de la Liga Europa de la UEFA 2018-19.
El partido de la tercera ronda entre Brighton & Hove Albion y Crystal Palace, el 8 de enero de 2018, fue el primer juego competitivo en Inglaterra en el que se disponía de la tecnología de Árbitro asistente de video o (VAR), aunque no se utilizó.
Kelechi Iheanacho del Leicester City se convirtió en el primer jugador en anotar un gol otorgado por el Árbitro asistente de video o (VAR) en el fútbol inglés. Leicester venció a Fleetwood Town 2-0 en el replay de tercera ronda de la FA Cup el 16 de enero de 2018. El árbitro Jon Moss inicialmente no permitió el gol por fuera de juego, pero consultó con el oficial de video Mike Jones, quien le dijo que el pie de Nathan Pond habilitando a Iheanacho. El gol fue otorgado 67 segundos después de que golpeó la parte posterior de la red.
Craig Pawson se convirtió en el primer árbitro del fútbol inglés en ver una grabación de video en la línea lateral en la cuarta ronda entre Liverpool y West Bromwich Albion el 27 de enero de 2018. Después de demorar el partido durante casi tres minutos, otorgó un penal al Liverpool.
El Arsenal de la Premier League fue el campeón defensor, pero fue derrotado 4-2 por el Nottingham Forest en la tercera ronda, la primera eliminación en tercera ronda de los campeones defensores desde 2011-12.

## Calendario
| Fase                   | Ronda                        | Fecha de juego   | N.º de partidos | Clubes | Nuevos participantes | Ligas de nuevos participantes                                                                        |
| ---------------------- | ---------------------------- | ---------------- | --------------- | ------ | -------------------- | --- |
| Rondas clasificatorias | Ronda extra preliminar       | 4 de agosto      | 185             | 370    | 370                  | Niveles 9 y 10 del Sistema de ligas de fútbol de Inglaterra                                          |
| Rondas clasificatorias | Ronda preliminar             | 19 de agosto     | 160             | 320    | 135                  | Nivel 8 del Sistema de ligas de fútbol de Inglaterra                                                 |
| Rondas clasificatorias | Primera ronda clasificatoria | 2 de septiembre  | 116             | 232    | 72                   | Nivel 7 del Sistema de ligas de fútbol de Inglaterra                                                 |
| Rondas clasificatorias | Segunda ronda clasificatoria | 16 de septiembre | 80              | 160    | 44                   | Nivel 6 del Sistema de ligas de fútbol de Inglaterra (National League North y National League South) |
| Rondas clasificatorias | Tercera ronda clasificatoria | 30 de septiembre | 40              | 80     | Ninguno              | - |
| Rondas clasificatorias | Cuarta ronda clasificatoria  | 14 de octubre    | 32              | 64     | 24                   | Nivel 5 del Sistema de ligas de fútbol de Inglaterra (National League)                               |
| Torneo principal       | Primera ronda                | 4 de noviembre   | 40              | 80     | 48                   | EFL League One y EFL League Two                                                                      |
| Torneo principal       | Segunda ronda                | 2 de diciembre   | 20              | 40     | Ninguno              | - |
| Torneo principal       | Tercera ronda                | 6 de enero       | 32              | 64     | 44                   | Premier League y EFL Championship                                                                    |
| Torneo principal       | Cuarta Ronda                 | 27 de enero      | 16              | 32     | Ninguno              | - |
| Torneo principal       | Quinta Ronda                 | 17 de febrero    | 8               | 16     | Ninguno              | - |
| Torneo principal       | Cuartos de final             | 17 de marzo      | 4               | 8      | Ninguno              | - |
| Torneo principal       | Semifinal                    | 21 de abril      | 2               | 4      | Ninguno              | - |
| Torneo principal       | Final                        | 19 de mayo       | 1               | 2      | Ninguno              | - |

## Premios por Ronda
| Ronda                                      | Número de clubes a recibir fondos | Fondo de premios por club |
| ------------------------------------------ | --------------------------------- | ------------------------- |
| Ganador de la Ronda extra preliminar       | 185                               | £1.500                    |
| Ganador de la Ronda preliminar             | 160                               | £1.925                    |
| Ganador de la Primera ronda clasificatoria | 116                               | £3.000                    |
| Ganador de la Segunda ronda clasificatoria | 80                                | £4.500                    |
| Ganador de la Tercera ronda clasificatoria | 40                                | £7.500                    |
| Ganador de la Cuarta ronda clasificatoria  | 32                                | £12.500                   |
| Ganador de la Primera Ronda                | 40                                | £18.000                   |
| Ganador de la Segunda Ronda                | 20                                | £27.000                   |
| Ganador de la Tercera Ronda                | 32                                | £67.500                   |
| Ganador de la Cuarta Ronda                 | 16                                | £90.000                   |
| Ganador de la Quinta Ronda                 | 8                                 | £180.000                  |
| Ganador de la Sexta Ronda                  | 4                                 | £360.000                  |
| Semifinal Perdedor                         | 2                                 | £450.000                  |
| Semifinal Ganador                          | 2                                 | £900.000                  |
| Final Subcampeón                           | 1                                 | £900.000                  |
| Final Campeón                              | 1                                 | £1.800.000                |
| Total                                      | Total                             | £15.133.500               |

## Rondas clasificatorias
La clasificación de la competición comenzará con la Ronda Extra Preliminar el 5 de agosto de 2017. Todos los equipos competidores que no son miembros de la Premier League o la English Football League tuvieron que competir en las rondas de calificación para asegurar un lugar en la Primera Ronda. La Ronda Final (cuarta) de clasificación se jugará durante el fin de semana del 14 de octubre de 2017.

## Primera Ronda
Se clasificaron a la Primera Ronda los 32 clasificados de la Cuarta ronda clasificatoria y los 48 clubes de la Football League One y la Football League Two. 
| 3 de noviembre de 2017, 19:45 | (4) Port Vale                      | 2 - 0   | Oxford United (3) | Vale Park, Burslem                                      |                                                         |
|                               | - Gavin Gunning 16' - Tom Pope 53' | Reporte |                   | Asistencia: 3 443 espectadores Árbitro(s): Mark Haywood | Asistencia: 3 443 espectadores Árbitro(s): Mark Haywood |

| 3 de noviembre de 2017, 19:45 | (4) Notts County                                          | 4 - 2   | Bristol Rovers (3)                       | Meadow Lane, Nottingham                                     |                                                             |
|                               | - Ryan Yates 30', 31' - Jon Stead 58' - Jorge Grant 90+6' | Reporte | - Liam Sercombe 8' - Stuart Sinclair 12' | Asistencia: 4 228 espectadores Árbitro(s): Graham Salisbury | Asistencia: 4 228 espectadores Árbitro(s): Graham Salisbury |

| 3 de noviembre de 2017, 19:55 | (8) Hyde United | 0 - 4   | Milton Keynes Dons (3)                                                            | Ewen Fields, Hyde                                     |                                                       |
|                               |                 | Reporte | - Aidan Nesbitt 14' - Chuks Aneke 45+3' - Ethan Ebanks-Landell 67' - Ed Upson 73' | Asistencia: 3 123 espectadores Árbitro(s): David Webb | Asistencia: 3 123 espectadores Árbitro(s): David Webb |

| 4 de noviembre de 2017, 12:30 | (7) Shaw Lane     | 1 - 3   | Mansfield Town (4)                          | Sheerien Park, Barnsley                              |                                                      |
|                               | - Lee Bennett 41' | Reporte | - Krystian Pearce 34' - Danny Rose 73', 78' | Asistencia: 1 700 espectadores Árbitro(s): Ben Toner | Asistencia: 1 700 espectadores Árbitro(s): Ben Toner |

| 4 de noviembre de 2017, 15:00 | (4) Stevenage                                            | 5 - 0   | Nantwich Town (7) | Lamex Stadium, Stevenage                                     |                                                              |
|                               | - Matthew Godden 16', 76', 88' - Jonathan Smith 68', 73' | Reporte |                   | Asistencia: 1 436 espectadores Árbitro(s): Michael Salisbury | Asistencia: 1 436 espectadores Árbitro(s): Michael Salisbury |

| 4 de noviembre de 2017, 15:00 | (3) Bradford City                   | 2 - 0   | Chesterfield (4) | The Coral Windows Stadium, Bradford                          |                                                              |
|                               | - Alex Gilliead 4' - Alex Jones 44' | Reporte |                  | Asistencia: 4 747 espectadores Árbitro(s): Anthony Backhouse | Asistencia: 4 747 espectadores Árbitro(s): Anthony Backhouse |

| 4 de noviembre de 2017, 15:00 | (4) Morecambe                                             | 3 - 0   | Hartlepool United (5) | Globe Arena, Lancashire                              |                                                      |
|                               | - Kevin Ellison 4' - Andrew Fleming 67' - Scott Loach 85' | Reporte |                       | Asistencia: 2 004 espectadores Árbitro(s): Tom Nield | Asistencia: 2 004 espectadores Árbitro(s): Tom Nield |

| 4 de noviembre de 2017, 15:00 | (4) Yeovil Town | 1 - 0   | Southend United (3) | Huish Park Stadium, Yeovil                             |                                                        |
|                               | - Otis Khan 29' | Reporte |                     | Asistencia: 2 079 espectadores Árbitro(s): Craig Hicks | Asistencia: 2 079 espectadores Árbitro(s): Craig Hicks |

| 4 de noviembre de 2017, 15:00 | (3) Peterborough United | 1 - 1   | Tranmere Rovers (5) | ABAX Stadium, Peterborough                                    |                                                               |
|                               | - Jack Marriott 52'     | Reporte | - Andy Cook 72'     | Asistencia: 3 750 espectadores Árbitro(s): Charles Breakspear | Asistencia: 3 750 espectadores Árbitro(s): Charles Breakspear |

| 4 de noviembre de 2017, 15:00 | (4) Forest Green Rovers | 1 - 0   | Macclesfield Town (5) | The New Lawn, Nailsworth                                 |                                                          |
|                               | - Christian Doidge 42'  | Reporte |                       | Asistencia: 1 387 espectadores Árbitro(s): Trevor Kettle | Asistencia: 1 387 espectadores Árbitro(s): Trevor Kettle |

| 4 de noviembre de 2017, 15:00 | (5) Fylde                                                | 4 - 2   | Kidderminster Harriers                | Mill Farm, Wesham                                           |                                                             |
|                               | - Danny Rowe 14', 48' - Jonny Smith 54' - Sam Finley 64' | Reporte | - Joel Taylor 74' - Andre Brown 90+2' | Asistencia: 1 482 espectadores Árbitro(s): Daniel Middleton | Asistencia: 1 482 espectadores Árbitro(s): Daniel Middleton |

| 4 de noviembre de 2017, 15:00 | (4) Luton Town        | 1 - 0   | Portsmouth (3) | Kenilworth Road, Luton                                     |                                                            |
|                               | - James Collins 45+1' | Reporte |                | Asistencia: 5 333 espectadores Árbitro(s): Seb Stockbridge | Asistencia: 5 333 espectadores Árbitro(s): Seb Stockbridge |

| 4 de noviembre de 2017, 15:00 | (3) Shrewsbury Town                                                                                | 5 - 0   | Aldershot Town (5) | New Meadow, Shrewsbury                                |                                                       |
|                               | - Alex Rodman 20' - Shaun Whalley 24' - Stefan Payne 62' - Arthur Gnahoua 66' - Carlton Morris 68' | Reporte |                    | Asistencia: 3 859 espectadores Árbitro(s): Ross Joyce | Asistencia: 3 859 espectadores Árbitro(s): Ross Joyce |

| 4 de noviembre de 2017, 15:00 | (7) Hereford     | 1 - 0   | Telford United (6) | Edgar Street, Hereford                                    |                                                           |
|                               | - John Mills 68' | Reporte |                    | Asistencia: 4 712 espectadores Árbitro(s): Thomas Bramall | Asistencia: 4 712 espectadores Árbitro(s): Thomas Bramall |

| 4 de noviembre de 2017, 15:00 | (3) Blackburn Rovers                                        | 3 - 1   | Barnet (4)           | Ewood Park, Blackburn                                   |                                                         |
|                               | - Joe Nuttall 63' - Danny Graham 70' - Marcus Antonsson 81' | Reporte | - Simeon Akinola 31' | Asistencia: 3 710 espectadores Árbitro(s): Carl Boyeson | Asistencia: 3 710 espectadores Árbitro(s): Carl Boyeson |

| 4 de noviembre de 2017, 15:00 | (5) Ebbsfleet United                   | 2 - 6   | Doncaster Rovers (3)                                                                          | Stonebridge Road, Northfleet                           |                                                        |
|                               | - Danny Kedwell 63' - Luke Coulson 37' | Reporte | - Tommy Rowe 45+1', 85' - John Marquis 45+3' - James Coppinger 52', 83' - Jordan Houghton 78' | Asistencia: 2 069 espectadores Árbitro(s): Lee Collins | Asistencia: 2 069 espectadores Árbitro(s): Lee Collins |

| 4 de noviembre de 2017, 15:00 | (5) Boreham Wood                     | 2 - 1   | Blackpool (3)           | Meadow Park, Borehamwood                                   |                                                            |
|                               | - Blair Turgott 68' - Dan Holman 88' | Reporte | - Danny Philliskirk 62' | Asistencia: 1 041 espectadores Árbitro(s): Chris Sarginson | Asistencia: 1 041 espectadores Árbitro(s): Chris Sarginson |

| 4 de noviembre de 2017, 15:00 | (4) Colchester United | 0 - 1   | Oxford City (6)     | Colchester Community Stadium, Colchester              |                                                       |
|                               |                       | Reporte | - Matt Paterson 46' | Asistencia: 1 775 espectadores Árbitro(s): Alan Young | Asistencia: 1 775 espectadores Árbitro(s): Alan Young |

| 4 de noviembre de 2017, 15:00 | (3) Plymouth Argyle | 1 - 0   | Grimsby Town (4) | Home Park, Plymouth                                   |                                                       |
|                               | - Graham Carey 9'   | Reporte |                  | Asistencia: 5 137 espectadores Árbitro(s): John Busby | Asistencia: 5 137 espectadores Árbitro(s): John Busby |

| 4 de noviembre de 2017, 15:00 | (3) Wimbledon    | 1 - 0   | Lincoln City (4) | Kingsmeadow, Londres                                    |                                                         |
|                               | - Lyle Taylor 7' | Reporte |                  | Asistencia: 3 394 espectadores Árbitro(s): Andy Woolmer | Asistencia: 3 394 espectadores Árbitro(s): Andy Woolmer |

| 4 de noviembre de 2017, 15:00 | (3) Rochdale                                    | 4 - 0   | Bromley (5) | Crown Oil Arena, Rochdale                                |                                                          |
|                               | - Brad Inman 10', 53' - Ian Henderson 31' , 84' | Reporte |             | Asistencia: 2 241 espectadores Árbitro(s): Andrew Miller | Asistencia: 2 241 espectadores Árbitro(s): Andrew Miller |

| 4 de noviembre de 2017, 15:00 | (4) Carlisle United                         | 3 - 2   | Oldham Athletic (3)                           | Brunton Park, Carlisle                                 |                                                        |
|                               | - Richie Bennett 22', 60' - Hallam Hope 36' | Reporte | - Peter Clarke 64' - Aaron Amadi-Holloway 72' | Asistencia: 3 965 espectadores Árbitro(s): Andy Haines | Asistencia: 3 965 espectadores Árbitro(s): Andy Haines |

| 4 de noviembre de 2017, 15:00 | (4) Cheltenham Town                  | 2 - 4   | Maidstone United (5)                                           | LCI Rail Stadium, Cheltenham                             |                                                          |
|                               | - Kevin Dawson 52' - Alex Finney 62' | Reporte | - Delano Sam-Yorke 20', 53' - Joe Pigott 21' - Zavon Hines 43' | Asistencia: 2 799 espectadores Árbitro(s): Kevin Johnson | Asistencia: 2 799 espectadores Árbitro(s): Kevin Johnson |

| 4 de noviembre de 2017, 15:00 | (4) Crewe Alexandra                   | 2 - 1   | Rotherham United (3) | Gresty Road, Crewe                                      |                                                         |
|                               | - Brad Walker 47' - Callum Ainley 89' | Reporte | - Will Vaulks 21'    | Asistencia: 2 597 espectadores Árbitro(s): Scott Oldham | Asistencia: 2 597 espectadores Árbitro(s): Scott Oldham |

| 4 de noviembre de 2017, 15:00 | (3) Gillingham                    | 2 - 1   | Leyton Orient (5)  | MEMS Priestfield Stadium, Gillingham                   |                                                        |
|                               | - Josh Parker 20' - Tom Eaves 75' | Reporte | - James Dayton 79' | Asistencia: 3 659 espectadores Árbitro(s): John Brooks | Asistencia: 3 659 espectadores Árbitro(s): John Brooks |

| 4 de noviembre de 2017, 15:00 | (6) Gainsborough Trinity | 0 - 6   | Slough Town (7)                                                                        | The Northolme, Gainsborough                             |                                                         |
|                               |                          | Reporte | - Matthew Lench 35', 46', 84' - Chris Flood 52' - Manny Williams 71' - Sean Fraser 75' | Asistencia: 1 630 espectadores Árbitro(s): Peter Wright | Asistencia: 1 630 espectadores Árbitro(s): Peter Wright |

| 4 de noviembre de 2017, 15:00 | (3) Northampton Town | 0 - 0   | Scunthorpe United (3) | Sixfields Stadium, Northampton                          |                                                         |
|                               |                      | Reporte |                       | Asistencia: 2 820 espectadores Árbitro(s): Robert Jones | Asistencia: 2 820 espectadores Árbitro(s): Robert Jones |

| 4 de noviembre de 2017, 15:00 | (3) Wigan Athletic               | 2 - 1   | Crawley Town (4)     | DW Stadium, Wigan                                     |                                                       |
|                               | - Ivan Toney 29' - Lee Evans 71' | Reporte | - Jordan Roberts 20' | Asistencia: 3 288 espectadores Árbitro(s): Martin Coy | Asistencia: 3 288 espectadores Árbitro(s): Martin Coy |

| 4 de noviembre de 2017, 15:00 | (5) Gateshead                           | 2 - 0   | Chelmsford City (6) | Gateshead International Stadium, Gateshead             |                                                        |
|                               | - Jordan Burrow 30' - Danny Johnson 34' | Reporte |                     | Asistencia: 732 espectadores Árbitro(s): Peter Gibbons | Asistencia: 732 espectadores Árbitro(s): Peter Gibbons |

| 4 de noviembre de 2017, 17:15 | (4) Newport County                       | 2 - 1   | Walsall (3)           | Rodney Parade, Newport                                |                                                       |
|                               | - Frank Nouble 18' - Shawn McCoulsky 46' | Reporte | - Amadou Bakayoko 77' | Asistencia: 2 701 espectadores Árbitro(s): Gavin Ward | Asistencia: 2 701 espectadores Árbitro(s): Gavin Ward |

| 5 de noviembre de 2017, 14:00 | (4) Cambridge United | 1 - 0   | Sutton United (5) | Abbey Stadium, Cambridge                                  |                                                           |
|                               | - Jabo Ibehre 45'    | Reporte |                   | Asistencia: 3 070 espectadores Árbitro(s): Darren Handley | Asistencia: 3 070 espectadores Árbitro(s): Darren Handley |

| 5 de noviembre de 2017, 14:00 | (5) Guiseley | 0 - 0   | Accrington Stanley (4) | Nethermoor Park, Guiseley                                 |                                                           |
|                               |              | Reporte |                        | Asistencia: 1 611 espectadores Árbitro(s): Antony Coggins | Asistencia: 1 611 espectadores Árbitro(s): Antony Coggins |

| 5 de noviembre de 2017, 14:00 | (7) Leatherhead   | 1 - 1   | Billericay Town (7)   | Fetcham Grove, Leatherhead                           |                                                      |
|                               | - Jack Midson 21' | Reporte | - Billy Bricknell 67' | Asistencia: 1 797 espectadores Árbitro(s): Alan Dale | Asistencia: 1 797 espectadores Árbitro(s): Alan Dale |

| 5 de noviembre de 2017, 14:00 | (4) Coventry City            | 2 - 0   | Maidenhead United (5) | Ricoh Arena, Coventry                                   |                                                         |
|                               | - Jordan Ponticelli 33', 44' | Reporte |                       | Asistencia: 3 370 espectadores Árbitro(s): Scott Duncan | Asistencia: 3 370 espectadores Árbitro(s): Scott Duncan |

| 5 de noviembre de 2017, 14:00 | (6) Dartford            | 1 - 5   | Swindon Town (4)                                                                | Princes Park, Dartford                                     |                                                            |
|                               | - Richard Sho-Silva 83' | Reporte | - Timi Elšnik 12', 26' - Harry Smith 23' - Amine Linganzi 47' - Paul Mullin 50' | Asistencia: 2 705 espectadores Árbitro(s): Darren Drysdale | Asistencia: 2 705 espectadores Árbitro(s): Darren Drysdale |

| 5 de noviembre de 2017, 14:00 | (5) Woking          | 1 - 1   | Bury (3)           | Kingfield Stadium, Woking                                 |                                                           |
|                               | - Jamie Philpot 25' | Reporte | - Michael Smith 1' | Asistencia: 1 858 espectadores Árbitro(s): Darren England | Asistencia: 1 858 espectadores Árbitro(s): Darren England |

| 5 de noviembre de 2017, 14:00 | (5) Solihull Moors | 0 - 2   | Wycombe Wanderers (4)                        | Damson Park, Solihull                                     |                                                           |
|                               |                    | Reporte | - Nick Freeman 16' - Craig Mackail-Smith 28' | Asistencia: 1 544 espectadores Árbitro(s): Brett Huxtable | Asistencia: 1 544 espectadores Árbitro(s): Brett Huxtable |

| 5 de noviembre de 2017, 14:00 | (3) Charlton Athletic                     | 3 - 1   | Truro City (6)     | The Valley, Londres                                        |                                                            |
|                               | - Ben Reeves 10', 70' - Mark Marshall 53' | Reporte | - Tyler Harvey 59' | Asistencia: 4 494 espectadores Árbitro(s): Dean Whitestone | Asistencia: 4 494 espectadores Árbitro(s): Dean Whitestone |

| 5 de noviembre de 2017, 14:00 | (4) Exeter City                                 | 3 - 1   | Heybridge Swifts (8) | St James Park, Exeter                                |                                                      |
|                               | - Jayden Stockley 59', 63' - Liam McAlinden 86' | Reporte | - Sam Bantick 70'    | Asistencia: 3.004 espectadores Árbitro(s): Neil Hair | Asistencia: 3.004 espectadores Árbitro(s): Neil Hair |

| 6 de noviembre de 2017, 19:45 | (6) Chorley         | 1 - 2   | Fleetwood Town (3)                      | Victory Park, Chorley                                   |                                                         |
|                               | - Marcus Carver 58' | Reporte | - Devante Cole 77' - Jack Sowerby 90+1' | Asistencia: 3 526 espectadores Árbitro(s): Peter Bankes | Asistencia: 3 526 espectadores Árbitro(s): Peter Bankes |

### Replays
| 14 de noviembre de 2017, 19:45 | (3) Scunthorpe United | 1 - 0   | Northampton Town (3) | Glanford Park, Scunthorpe                              |                                                        |
|                                | - Hakeeb Adelakun 32' | Reporte |                      | Asistencia: 1 880 espectadores Árbitro(s): Andy Haines | Asistencia: 1 880 espectadores Árbitro(s): Andy Haines |

| 14 de noviembre de 2017, 19:45 | (4) Accrington Stanley                                                      | 1 - 1 (1 - 1) (t. s.)(3 - 4 p.) | Guiseley (5)                                                                       | Crown Ground, Accrington                                      |                                                               |
|                                | - Sean McConville 47'                                                       | Reporte                         | - John Rooney 79'                                                                  | Asistencia: 1 166 espectadores Árbitro(s): Charles Breakspear | Asistencia: 1 166 espectadores Árbitro(s): Charles Breakspear |
|                                |                                                                             | Tiros desde el punto penal      |                                                                                    |                                                               |                                                               |
|                                | - Billy Kee - Scott Brown - Sean McConville - Kayden Jackson - Mallik Wilks |                                 | - John Rooney - Callum McFadzean - Andy Haworth - Connor Brown - Mike Fondop-Talum |                                                               |                                                               |

| 14 de noviembre de 2017, 19:45 | (3) Bury | 0 - 3   | Woking (5)                                                      | Gigg Lane, Bury                                       |                                                       |
|                                |          | Reporte | - Regan Charles-Cook 30' - Inih Effiong 71' - Jamie Philpot 86' | Asistencia: 1 513 espectadores Árbitro(s): Ross Joyce | Asistencia: 1 513 espectadores Árbitro(s): Ross Joyce |

| 15 de noviembre de 2017, 19:45 | (5) Tranmere Rovers | 0 - 5   | Peterborough United (3)                                              | Prenton Park, Birkenhead                                     |                                                              |
|                                |                     | Reporte | - Danny Lloyd 16', 22', 73' - Jack Baldwin 67' - Marcus Maddison 75' | Asistencia: 4 199 espectadores Árbitro(s): Michael Salisbury | Asistencia: 4 199 espectadores Árbitro(s): Michael Salisbury |

| 16 de noviembre de 2017, 19:45 | (7) Billericay Town   | 1 - 3   | Leatherhead (7)                            | New Lodge, Billericay                                      |                                                            |
|                                | - Adam Cunnington 61' | Reporte | - Jack Midson 68', 82' - Sammy Moore 90+1' | Asistencia: 3 400 espectadores Árbitro(s): Dean Whitestone | Asistencia: 3 400 espectadores Árbitro(s): Dean Whitestone |

## Segunda Ronda
Se clasificaron a la Segunda Ronda los 40 clasificados de la Primera Ronda.
| 1 de diciembre de 2017, 19:55 | (5) Fylde        | 1 - 1   | Wigan Athletic (3) | Mill Farm, Wesham                                          |                                                            |
|                               | - Danny Rowe 70' | Reporte | - Will Grigg 44'   | Asistencia: 3 351 espectadores Árbitro(s): Darren Drysdale | Asistencia: 3 351 espectadores Árbitro(s): Darren Drysdale |

| 2 de diciembre de 2017, 12:30 | (4) Notts County                                        | 3 - 2   | Oxford City (6)                        | Meadow Lane, Nottingham                                |                                                        |
|                               | - Richard Duffy 31' - Jon Stead 56' - Jorge Grant 90+5' | Reporte | - Rob Sinclair 53' - Matt Paterson 73' | Asistencia: 5 092 espectadores Árbitro(s): John Brooks | Asistencia: 5 092 espectadores Árbitro(s): John Brooks |

| 2 de diciembre de 2017, 15:00 | (3) Milton Keynes Dons                                          | 4 - 1   | Maidstone United (5)   | Stadium MK, Milton Keynes                             |                                                       |
|                               | - Aidan Nesbitt 54' - Kieran Agard 64', 70' - Peter Pawlett 89' | Reporte | - Magnus Okuonghae 25' | Asistencia: 4 804 espectadores Árbitro(s): Martin Coy | Asistencia: 4 804 espectadores Árbitro(s): Martin Coy |

| 2 de diciembre de 2017, 15:00 | (4) Port Vale  | 1 - 1   | Yeovil Town (4)    | Vale Park, Burslem                                      |                                                         |
|                               | - Tom Pope 63' | Reporte | - Jordan Green 89' | Asistencia: 3 316 espectadores Árbitro(s): Scott Oldham | Asistencia: 3 316 espectadores Árbitro(s): Scott Oldham |

| 2 de diciembre de 2017, 15:00 | (3) Shrewsbury Town                   | 2 - 0   | Morecambe (4) | New Meadow, Shrewsbury                                 |                                                        |
|                               | - Alex Rodman 32' - Shaun Whalley 37' | Reporte |               | Asistencia: 3 184 espectadores Árbitro(s): Craig Hicks | Asistencia: 3 184 espectadores Árbitro(s): Craig Hicks |

| 2 de diciembre de 2017, 15:00 | (4) Stevenage                                                                   | 5 - 2   | Swindon Town (4)                          | Lamex Stadium, Stevenage                                 |                                                          |
|                               | - Alex Samuel 18' - Matthew Godden 23' - Tom Pett 45+3' - Danny Newton 72', 77' | Reporte | - Amine Linganzi 33' - Matthew Taylor 42' | Asistencia: 1 883 espectadores Árbitro(s): Nick Kinseley | Asistencia: 1 883 espectadores Árbitro(s): Nick Kinseley |

| 2 de diciembre de 2017, 15:00 | (3) Bradford City                                                        | 3 - 1   | Plymouth Argyle (3) | The Coral Windows Stadium, Bradford                        |                                                            |
|                               | - Romain Vincelot 38' - Nathaniel Knight-Percival 50' - Charlie Wyke 64' | Reporte | - Graham Carey 63'  | Asistencia: 4 957 espectadores Árbitro(s): Tony Harrington | Asistencia: 4 957 espectadores Árbitro(s): Tony Harrington |

| 2 de diciembre de 2017, 15:00 | (3) Gillingham    | 1 - 1   | Carlisle United (4)  | MEMS Priestfield Stadium, Gillingham                    |                                                         |
|                               | - Luke O'Neill 5' | Reporte | - Danny Grainger 18' | Asistencia: 3 178 espectadores Árbitro(s): Andy Woolmer | Asistencia: 3 178 espectadores Árbitro(s): Andy Woolmer |

| 2 de diciembre de 2017, 15:00 | (4) Forest Green Rovers                         | 3 - 3   | Exeter City (4)                                        | The New Lawn, Nailsworth                              |                                                       |
|                               | - Christian Doidge 26', 90+3' - Scott Laird 88' | Reporte | - Jordan Moore-Taylor 58' - Jayden Stockley 64', 90+4' | Asistencia: 2 250 espectadores Árbitro(s): Gavin Ward | Asistencia: 2 250 espectadores Árbitro(s): Gavin Ward |

| 2 de diciembre de 2017, 15:00 | (3) Fleetwood Town | 1 - 1   | Hereford (7)         | Highbury Stadium, Fleetwood                                |                                                            |
|                               | - Devante Cole 29' | Reporte | - Calvin Dinsley 23' | Asistencia: 2 567 espectadores Árbitro(s): Seb Stockbridge | Asistencia: 2 567 espectadores Árbitro(s): Seb Stockbridge |

| 3 de diciembre de 2017, 14:00 | (5) Woking        | 1 - 1   | Peterborough United (3) | Kingfield Stadium, Woking                                  |                                                            |
|                               | - Joseph Ward 84' | Reporte | - Ryan Tafazolli 24'    | Asistencia: 3 072 espectadores Árbitro(s): Chris Sarginson | Asistencia: 3 072 espectadores Árbitro(s): Chris Sarginson |

| 3 de diciembre de 2017, 14:00 | (4) Newport County     | 2 - 0   | Cambridge United (4) | Rodney Parade, Newport                                   |                                                          |
|                               | - Joss Labadie 2', 82' | Reporte |                      | Asistencia: 2 748 espectadores Árbitro(s): Kevin Johnson | Asistencia: 2 748 espectadores Árbitro(s): Kevin Johnson |

| 3 de diciembre de 2017, 14:00 | (4) Wycombe Wanderers                                                  | 3 - 1   | Leatherhead (7)  | Adams Park, High Wycombe                                |                                                         |
|                               | - Sam Saunders 29' - Craig Mackail-Smith 76' - Adebayo Akinfenwa 90+1' | Reporte | - Jack Midson 8' | Asistencia: 3 835 espectadores Árbitro(s): Tim Robinson | Asistencia: 3 835 espectadores Árbitro(s): Tim Robinson |

| 3 de diciembre de 2017, 14:00 | (3) Doncaster Rovers                          | 3 - 0   | Scunthorpe United (3) | Keepmoat Stadium, Doncaster                             |                                                         |
|                               | - Tommy Rowe 16', 67' - Liam Mandeville 90+2' | Reporte |                       | Asistencia: 5 251 espectadores Árbitro(s): Mark Heywood | Asistencia: 5 251 espectadores Árbitro(s): Mark Heywood |

| 3 de diciembre de 2017, 14:00 | (3) Wimbledon                              | 3 - 1   | Charlton Athletic (3)      | Cherry Red Records Stadium, Londres                        |                                                            |
|                               | - Cody McDonald 10' - Lyle Taylor 70', 81' | Reporte | - Karlan Ahearne-Grant 22' | Asistencia: 3 270 espectadores Árbitro(s): James Linington | Asistencia: 3 270 espectadores Árbitro(s): James Linington |

| 3 de diciembre de 2017, 14:00 | (4) Mansfield Town            | 3 - 0   | Guiseley (5) | One Call Stadium, Mansfield                             |                                                         |
|                               | - Jimmy Spencer 31', 52', 65' | Reporte |              | Asistencia: 4 081 espectadores Árbitro(s): Carl Boyeson | Asistencia: 4 081 espectadores Árbitro(s): Carl Boyeson |

| 3 de diciembre de 2017, 14:00 | (5) Gateshead | 0 - 5   | Luton Town (4)                                                                          | Gateshead International Stadium, Gateshead           |                                                      |
|                               |               | Reporte | - Olly Lee 40' - Dan Potts 62' - Elliot Lee 67' - Danny Hylton 90+1' - Luke Berry 90+4' | Asistencia: 1 339 espectadores Árbitro(s): Ben Toner | Asistencia: 1 339 espectadores Árbitro(s): Ben Toner |

| 3 de diciembre de 2017, 14:00 | (3) Blackburn Rovers                         | 3 - 3   | Crewe Alexandra (4)                        | Ewood Park, Blackburn                                 |                                                       |
|                               | - Dominic Samuel 11', 20' - Danny Graham 15' | Reporte | - Chris Porter 35' , 66' - Eddie Nolan 63' | Asistencia: 4 472 espectadores Árbitro(s): David Webb | Asistencia: 4 472 espectadores Árbitro(s): David Webb |

| 3 de diciembre de 2017, 14:00 | (4) Coventry City                                           | 3 - 0   | Boreham Wood (5) | Ricoh Arena, Coventry                                     |                                                           |
|                               | - Duckens Nazon 27' - Marc McNulty 40' - Jordan Shipley 48' | Reporte |                  | Asistencia: 2 985 espectadores Árbitro(s): Darren Handley | Asistencia: 2 985 espectadores Árbitro(s): Darren Handley |

| 4 de diciembre de 2017, 19:45 | (7) Slough Town | 0 - 4   | Rochdale (3)                                                                 | Arbour Park, Slough                                     |                                                         |
|                               |                 | Reporte | - Calvin Andrew 13' - Callum Camps 68' - Ian Henderson 89' - Matt Done 90+2' | Asistencia: 1 950 espectadores Árbitro(s): Robert Jones | Asistencia: 1 950 espectadores Árbitro(s): Robert Jones |

### Replays
| 12 de diciembre de 2017, 19:45 | (3) Peterborough United                                                                   | 5 - 2   | Woking (5)                          | ABAX Stadium, Peterborough                                |                                                           |
|                                | - Michael Doughty 29' - Jack Marriott 45' 65' - Marcus Maddison 78' - Gwion Edwards 90+4' | Reporte | - Inih Effiong 19' - Matt Young 68' | Asistencia: 3 022 espectadores Árbitro(s): Antony Coggins | Asistencia: 3 022 espectadores Árbitro(s): Antony Coggins |

| 12 de diciembre de 2017, 19:45 | (4) Yeovil Town                            | 3 - 2 (1 - 1) (t. s.) | Port Vale (4)                          | Huish Park, Yeovil                                    |                                                       |
|                                | - Otis Khan 45+2' 95' - François Zoko 109' | Reporte               | - Marcus Harness 83' - Antony Kay 108' | Asistencia: 1 588 espectadores Árbitro(s): Gavin Ward | Asistencia: 1 588 espectadores Árbitro(s): Gavin Ward |

| 12 de diciembre de 2017, 19:45 | (4) Exeter City                             | 2 - 1 (1 - 1) (t. s.) | Forest Green Rovers (4) | St James Park, Exeter                                         |                                                               |
|                                | - Pierce Sweeney 73' - Jayden Stockley 115' | Reporte               | - Christian Doidge 30'  | Asistencia: 2 923 espectadores Árbitro(s): Charles Breakspear | Asistencia: 2 923 espectadores Árbitro(s): Charles Breakspear |

| 12 de diciembre de 2017, 19:45 | (3) Wigan Athletic                     | 3 - 2   | Fylde (5)                           | DW Stadium, Wigan                                     |                                                       |
|                                | - Ivan Toney 31' - Will Grigg 80', 84' | Reporte | - Simon Grand 40' - Daniel Rowe 65' | Asistencia: 3 124 espectadores Árbitro(s): Ross Joyce | Asistencia: 3 124 espectadores Árbitro(s): Ross Joyce |

| 13 de diciembre de 2017, 19:45 | (4) Crewe Alexandra | 0 - 1   | Blackburn Rovers (3) | Gresty Road, Crewe                                           |                                                              |
|                                |                     | Reporte | - Danny Graham 24'   | Asistencia: 2 241 espectadores Árbitro(s): Anthony Backhouse | Asistencia: 2 241 espectadores Árbitro(s): Anthony Backhouse |

| 14 de diciembre de 2017, 19:45 | (7) Hereford | 0 - 2   | Fleetwood Town (3)     | Edgar Street, Hereford                                 |                                                        |
|                                |              | Reporte | - Cian Bolger 10', 58' | Asistencia: 4 235 espectadores Árbitro(s): David Coote | Asistencia: 4 235 espectadores Árbitro(s): David Coote |

| 19 de diciembre de 2017, 19:45 | (4) Carlisle United                        | 3 - 1   | Gillingham (3)       | Brunton Park, Carlisle                                  |                                                         |
|                                | - Hallam Hope 7', 37' - Shaun Miller 90+3' | Reporte | - Scott Wagstaff 47' | Asistencia: 2 357 espectadores Árbitro(s): Mark Heywood | Asistencia: 2 357 espectadores Árbitro(s): Mark Heywood |

## Tercera Ronda
Un total de 64 clubes juegan en la tercera ronda; 20 ganadores de la segunda ronda y 44 equipos de la Premier League y el Football League Championship que entran en esta ronda.
| 5 de enero de 2018, 19:55 | (1) Liverpool                            | 2 - 1   | Everton (1)            | Anfield, Liverpool                                       |                                                          |
|                           | - James Milner 35' - Virgil van Dijk 84' | Reporte | - Gylfi Sigurðsson 67' | Asistencia: 52 513 espectadores Árbitro(s): Bobby Madley | Asistencia: 52 513 espectadores Árbitro(s): Bobby Madley |

| 5 de enero de 2018, 20:00 | (1) Manchester United                   | 2 - 0                                                                                            | Derby County (2) | Old Trafford, Manchester                                 |                                                          |
|                           | - Jesse Lingard 84' - Romelu Lukaku 90' | [www.thefa.com/competitions/thefacup/match-stats?season=2017&competition=1&match=963872 Reporte] |                  | Asistencia: 73 899 espectadores Árbitro(s): Kevin Friend | Asistencia: 73 899 espectadores Árbitro(s): Kevin Friend |

| 6 de enero de 2018, 13:00 | (2) Middlesbrough                           | 2 - 0   | Sunderland (2) | Riverside Stadium, Middlesbrough                           |                                                            |
|                           | - Rudy Gestede 10' - Martin Braithwaite 42' | Reporte |                | Asistencia: 26 399 espectadores Árbitro(s): Chris Kavanagh | Asistencia: 26 399 espectadores Árbitro(s): Chris Kavanagh |

| 6 de enero de 2018, 15:00 | (3) Fleetwood Town | 0 - 0   | Leicester City (1) | Highbury Stadium, Fleetwood                             |                                                         |
|                           |                    | Reporte |                    | Asistencia: 5 001 espectadores Árbitro(s): Simon Hooper | Asistencia: 5 001 espectadores Árbitro(s): Simon Hooper |

| 6 de enero de 2018, 15:00 | (2) Ipswich Town | 0 - 1   | Sheffield United (2) | Portman Road, Ipswich                                  |                                                        |
|                           |                  | Reporte | - Nathan Thomas 25'  | Asistencia: 12 057 espectadores Árbitro(s): Mike Jones | Asistencia: 12 057 espectadores Árbitro(s): Mike Jones |

| 6 de enero de 2018, 15:00 | (1) Watford                                                 | 3 - 0                                                                                            | Bristol City (2) | Vicarage Road, Watford                                   |                                                          |
|                           | - André Carrillo 37' - Troy Deeney 57' - Ëtienne Capoue 85' | [www.thefa.com/competitions/thefacup/match-stats?season=2017&competition=1&match=963860 Reporte] |                  | Asistencia: 13 269 espectadores Árbitro(s): Craig Pawson | Asistencia: 13 269 espectadores Árbitro(s): Craig Pawson |

| 6 de enero de 2018, 15:00 | (2) Birmingham City | 1 - 0   | Burton Albion (2) | St. Andrews Stadium, Birmingham                           |                                                           |
|                           | - Sam Gallagher 56' | Reporte |                   | Asistencia: 7 623 espectadores Árbitro(s): Jeremy Simpson | Asistencia: 7 623 espectadores Árbitro(s): Jeremy Simpson |

| 6 de enero de 2018, 15:00 | (2) Aston Villa   | 1 - 3   | Peterborough United (3)                         | Villa Park, Birmingham                                   |                                                          |
|                           | - Keinan Davis 8' | Reporte | - Jack Marriott 75', 90+3' - Ryan Tafazolli 83' | Asistencia: 21 677 espectadores Árbitro(s): Robert Jones | Asistencia: 21 677 espectadores Árbitro(s): Robert Jones |

| 6 de enero de 2018, 15:00 | (1) Bournemouth                      | 2 - 2   | Wigan Athletic (3)                    | Vitality Stadium, Bournemouth                            |                                                          |
|                           | - Lys Mousset 55' - Steve Cook 90+2' | Reporte | - Will Grigg 4' - Emerson Hyndman 29' | Asistencia: 9 894 espectadores Árbitro(s): Andrew Madley | Asistencia: 9 894 espectadores Árbitro(s): Andrew Madley |

| 6 de enero de 2018, 15:00 | (4) Coventry City                      | 2 - 1   | Stoke City (1)     | Ricoh Arena, Coventry                                       |                                                             |
|                           | - Jordan Willis 24' - Jack Grimmer 68' | Reporte | - Charlie Adam 54' | Asistencia: 14 199 espectadores Árbitro(s): Martin Atkinson | Asistencia: 14 199 espectadores Árbitro(s): Martin Atkinson |

| 6 de enero de 2018, 15:00 | (2) Bolton Wanderers | 1 - 2   | Huddersfield Town                             | Macron Stadium, Bolton                                 |                                                        |
|                           | - Derik Osede 64'    | Reporte | - Rajiv van La Parra 51' - Danny Williams 52' | Asistencia: 11 574 espectadores Árbitro(s): Roger East | Asistencia: 11 574 espectadores Árbitro(s): Roger East |

| 6 de enero de 2018, 15:00 | (4) Yeovil Town                        | 2 - 0   | Bradford City (3) | Huish Park, Yeovil                                     |                                                        |
|                           | - Marcus Barnes 61' - Jordan Green 76' | Reporte |                   | Asistencia: 3 040 espectadores Árbitro(s): John Brooks | Asistencia: 3 040 espectadores Árbitro(s): John Brooks |

| 6 de enero de 2018, 15:00 | (2) Brentford | 0 - 1   | Notts County (4) | Griffin Park, Londres                                   |                                                         |
|                           |               | Reporte | - Jon Stead 65'  | Asistencia: 6 935 espectadores Árbitro(s): Tim Robinson | Asistencia: 6 935 espectadores Árbitro(s): Tim Robinson |

| 6 de enero de 2018, 15:00 | (2) Queens Park Rangers | 0 - 1   | Milton Keynes Dons (3) | Loftus Road, Londres                                       |                                                            |
|                           |                         | Reporte | - Ousseynou Cissé 60'  | Asistencia: 6 314 espectadores Árbitro(s): James Linington | Asistencia: 6 314 espectadores Árbitro(s): James Linington |

| 6 de enero de 2018, 15:00 | (4) Exeter City | 0 - 2   | West Bromwich Albion (1)                | St James Park, Exeter                                |                                                      |
|                           |                 | Reporte | - Salomón Rondón 2' - Jay Rodriguez 25' | Asistencia: 5 638 espectadores Árbitro(s): Lee Mason | Asistencia: 5 638 espectadores Árbitro(s): Lee Mason |

| 6 de enero de 2018, 15:00 | (3) Doncaster Rovers | 0 - 1   | Rochdale (3)        | Keepmoat Stadium, Doncaster                             |                                                         |
|                           |                      | Reporte | - Calvin Andrew 18' | Asistencia: 4 513 espectadores Árbitro(s): Andy Woolmer | Asistencia: 4 513 espectadores Árbitro(s): Andy Woolmer |

| 6 de enero de 2018, 15:00 | (3) Blackburn Rovers | 0 - 1   | Hull City (2)  | Ewood Park, Blackburn                                      |                                                            |
|                           |                      | Reporte | - Ola Aina 58' | Asistencia: 6 777 espectadores Árbitro(s): Oliver Langford | Asistencia: 6 777 espectadores Árbitro(s): Oliver Langford |

| 6 de enero de 2018, 15:00 | (2) Cardiff City | 0 - 0   | Mansfield Town (4) | Cardiff City Stadium, Cardiff                          |                                                        |
|                           |                  | Reporte |                    | Asistencia: 6 378 espectadores Árbitro(s): Lee Probert | Asistencia: 6 378 espectadores Árbitro(s): Lee Probert |

| 6 de enero de 2018, 15:00 | (1) Manchester City                                            | 4 - 1   | Burnley (1)         | Etihad Stadium, Manchester |                          |
|                           | - Sergio Agüero 56', 58' - Leroy Sané 71' - Bernardo Silva 82' | Reporte | - Ashley Barnes 25' | Árbitro(s): Graham Scott   | Árbitro(s): Graham Scott |

| 6 de enero de 2018, 15:00 | (2) Wolverhampton Wanderers | 0 - 0   | Swansea City (1) | Molineux Stadium, Wolverhampton                            |                                                            |
|                           |                             | Reporte |                  | Asistencia: 22 976 espectadores Árbitro(s): Anthony Taylor | Asistencia: 22 976 espectadores Árbitro(s): Anthony Taylor |

| 6 de enero de 2018, 15:00 | (4) Stevenage | 0 - 0   | Reading (2) | Lamex Stadium, Stevenage                             |                                                      |
|                           |               | Reporte |             | Asistencia: 3 877 espectadores Árbitro(s): Ben Toner | Asistencia: 3 877 espectadores Árbitro(s): Ben Toner |

| 6 de enero de 2018, 15:00 | (1) Newcastle United                       | 3 - 1   | Luton Town (4)     | St James' Park, Newcastle upon Tyne |                            |
|                           | - Ayose Pérez 30', 36' - Jonjo Shelvey 39' | Reporte | - Danny Hylton 49' | Árbitro(s): Neil Swarbrick          | Árbitro(s): Neil Swarbrick |

| 6 de enero de 2018, 15:00 | (3) Millwall                                                     | 4 - 1   | Barnsley (2)     | The Den, Londres                                       |                                                        |
|                           | - Aiden O'Brien 35', 56' - Ben Thompson 47' - Fred Onyedinma 61' | Reporte | - Brad Potts 11' | Asistencia: 5 319 espectadores Árbitro(s): Darren Bond | Asistencia: 5 319 espectadores Árbitro(s): Darren Bond |

| 6 de enero de 2018, 15:00 | (2) Fulham | 0 - 1   | Southampton (1)         | Craven Cottage, Londres                                    |                                                            |
|                           |            | Reporte | - James Ward-Prowse 29' | Asistencia: 17 327 espectadores Árbitro(s): Michael Oliver | Asistencia: 17 327 espectadores Árbitro(s): Michael Oliver |

| 6 de enero de 2018, 15:00 | (4) Wycombe Wanderers | 1 - 5   | Preston North End (2)                                           | Adams Park, High Wycombe                                |                                                         |
|                           | - Luke O'Nien 45+1'   | Reporte | - Josh Harrop 2', 85' - Alan Browne 38', 78' - Daryl Horgan 50' | Asistencia: 4 928 espectadores Árbitro(s): Peter Bankes | Asistencia: 4 928 espectadores Árbitro(s): Peter Bankes |

| 6 de enero de 2018, 15:00 | (4) Carlisle United | 0 - 0                                                                                            | Sheffield Wednesday (2) | Brunton Park, Carlisle                                |                                                       |
|                           |                     | [www.thefa.com/competitions/thefacup/match-stats?season=2017&competition=1&match=963889 Reporte] |                         | Asistencia: 7 793 espectadores Árbitro(s): David Webb | Asistencia: 7 793 espectadores Árbitro(s): David Webb |

| 6 de enero de 2018, 17:30 | (2) Norwich City | 0 - 0   | Chelsea (1) | Carrow Road, Norwich                                       |                                                            |
|                           |                  | Reporte |             | Asistencia: 23 598 espectadores Árbitro(s): Stuart Attwell | Asistencia: 23 598 espectadores Árbitro(s): Stuart Attwell |

| 7 de enero de 2018, 12:00 | (4) Newport County                            | 2 - 1   | Leeds United (2)     | Rodney Parade, Newport                               |                                                      |
|                           | - Conor Shaughnessy 76' - Shawn McCoulsky 88' | Reporte | - Gaetano Berardi 9' | Asistencia: 6 887 espectadores Árbitro(s): Mike Dean | Asistencia: 6 887 espectadores Árbitro(s): Mike Dean |

| 7 de enero de 2018, 14:00 | (4) Shrewsbury Town | 0 - 0   | West Ham United (1) | Montgomery Waters Meadow, Shrewsbury                    |                                                         |
|                           |                     | Reporte |                     | Asistencia: 9 535 espectadores Árbitro(s): Paul Tierney | Asistencia: 9 535 espectadores Árbitro(s): Paul Tierney |

| 7 de enero de 2018, 15:00 | (1) Tottenham Hotspur                      | 3 - 0   | Wimbledon (3) | Wembley, Londres                                        |                                                         |
|                           | - Harry Kane 63', 65' - Jan Vertonghen 71' | Reporte |               | Asistencia: 47 527 espectadores Árbitro(s): David Coote | Asistencia: 47 527 espectadores Árbitro(s): David Coote |

| 7 de enero de 2018, 16:00 | (2) Nottingham Forest                                         | 4 - 2   | Arsenal (1)                               | City Ground, Nottingham                                   |                                                           |
|                           | - Eric Lichaj 20', 44' - Ben Brereton 64' - Kieran Dowell 85' | Reporte | - Per Mertesacker 23' - Danny Welbeck 79' | Asistencia: 27 182 espectadores Árbitro(s): Jonathan Moss | Asistencia: 27 182 espectadores Árbitro(s): Jonathan Moss |

| 8 de enero de 2018, 19:45 | (1) Brighton & Hove Albion            | 2 - 1   | Crystal Palace (1) | Falmer Stadium, Brighton                                   |                                                            |
|                           | - Dale Stephens 21' - Glen Murray 87' | Reporte | - Bakary Sako 69'  | Asistencia: 14 507 espectadores Árbitro(s): Andre Marriner | Asistencia: 14 507 espectadores Árbitro(s): Andre Marriner |

Brighton & Hove Albion vs Crystal Palace fue el primer juego competitivo en Inglaterra en tener disponible la tecnología del VAR (Video Assistant Referee en inglés).

### Replays
| 16 de enero de 2018, 19:45 | (1) Leicester City           | 2 - 0   | Fleetwood Town (3) | King Power Stadium, Leicester                             |                                                           |
|                            | - Kelechi Iheanacho 43', 77' | Reporte |                    | Asistencia: 17 237 espectadores Árbitro(s): Jonathan Moss | Asistencia: 17 237 espectadores Árbitro(s): Jonathan Moss |

| 16 de enero de 2018, 19:45 | (4) Mansfield Town | 1 - 4   | Cardiff City (2)                                                                  | Field Mill, Mansfield                                       |                                                             |
|                            | - Danny Rose 35'   | Reporte | - Bruno Ecuele Manga 34' - David Junior Hoilett 66', 89' - Anthony Pilkington 71' | Asistencia: 5 746 espectadores Árbitro(s): Geoff Eltringham | Asistencia: 5 746 espectadores Árbitro(s): Geoff Eltringham |

| 16 de enero de 2018, 19:45 | (2) Sheffield Wednesday              | 2 - 0   | Carlisle United (4) | Hillsborough Stadium, Sheffield                               |                                                               |
|                            | - Marco Matias 28' - Atdhe Nuhiu 66' | Reporte |                     | Asistencia: 12 003 espectadores Árbitro(s): Michael Salisbury | Asistencia: 12 003 espectadores Árbitro(s): Michael Salisbury |

| 16 de enero de 2018, 19:45 | (1) West Ham United | 1 - 0 (0 - 0) (t. s.) | Shrewsbury Town (4) | Estadio Olímpico, Londres                                  |                                                            |
|                            | - Reece Burke 112'  | Reporte               |                     | Asistencia: 39 867 espectadores Árbitro(s): Jeremy Simpson | Asistencia: 39 867 espectadores Árbitro(s): Jeremy Simpson |

| 16 de enero de 2018, 20:00 | (2) Reading                         | 3 - 0   | Stevenage (4) | Madejski Stadium, Reading                               |                                                         |
|                            | - Jón Dadi Bödvarsson 32', 44', 64' | Reporte |               | Asistencia: 4 986 espectadores Árbitro(s): Tim Robinson | Asistencia: 4 986 espectadores Árbitro(s): Tim Robinson |

| 17 de enero de 2018, 19:45 | (3) Wigan Athletic                               | 3 - 0   | Bournemouth (1) | DW Stadium, Wigan                                         |                                                           |
|                            | - Sam Morsy 9' - Dan Burn 73' - Callum Elder 76' | Reporte |                 | Asistencia: 4 709 espectadores Árbitro(s): Stuart Attwell | Asistencia: 4 709 espectadores Árbitro(s): Stuart Attwell |

| 17 de enero de 2018, 19:45 | (1) Swansea City                      | 2 - 1   | Wolverhampton Wanderers (2) | Liberty Stadium, Swansea   |                            |
|                            | - Jordan Ayew 11' - Wilfried Bony 69' | Reporte | - Diogo Jota 66'            | Árbitro(s): Chris Kavanagh | Árbitro(s): Chris Kavanagh |

| 17 de enero de 2018, 19:45 | (1) Chelsea                                                             | 1 - 1 (1 - 1) (t. s.)(5 - 3 p.) | Norwich City (2)                                                 | Stamford Bridge, Londres                                 |                                                          |
|                            | - Michy Batshuayi 55'                                                   | Reporte                         | - Jamal Lewis 90+4'                                              | Asistencia: 39 684 espectadores Árbitro(s): Graham Scott | Asistencia: 39 684 espectadores Árbitro(s): Graham Scott |
|                            |                                                                         | Tiros desde el punto penal      |                                                                  |                                                          |                                                          |
|                            | - Willian - David Luiz - César Azpilicueta - N'Golo Kanté - Eden Hazard |                                 | - Nélson Oliveira - James Maddison - Mario Vrancic - Josh Murphy |                                                          |                                                          |

## Cuarta Ronda
Un total de 32 clubes ganadores de la tercera ronda juegan en la cuarta ronda, los partidos se jugarán del 26 al 28 de enero de 2018.
| 26 de enero de 2018, 19:45 | (2) Sheffield Wednesday                  | 3 - 1   | Reading (2)          | Hillsborough Stadium, Sheffield                         |                                                         |
|                            | - Atdhe Nuhiu 29', 53' - George Boyd 61' | Reporte | - Cameron Dawson 87' | Asistencia: 14 848 espectadores Árbitro(s): John Brooks | Asistencia: 14 848 espectadores Árbitro(s): John Brooks |

| 26 de enero de 2018, 19:55 | (4) Yeovil Town | 0 - 4   | Manchester United (1)                                                               | Huish Park, Yeovil                                      |                                                         |
|                            |                 | Reporte | - Marcus Rashford 41' - Ander Herrera 61' - Jesse Lingard 89' - Romelu Lukaku 90+3' | Asistencia: 9 195 espectadores Árbitro(s): Paul Tierney | Asistencia: 9 195 espectadores Árbitro(s): Paul Tierney |

| 27 de enero de 2018, 12:30 | (3) Peterborough    | 1 - 5   | Leicester City (1)                                                            | ABAX Stadium, Peterborough                                 |                                                            |
|                            | - Andrew Hughes 58' | Reporte | - Fousseni Diabaté 9', 87' - Kelechi Iheanacho 12', 29' - Wilfred Ndidi 90+2' | Asistencia: 13 193 espectadores Árbitro(s): Michael Oliver | Asistencia: 13 193 espectadores Árbitro(s): Michael Oliver |

| 27 de enero de 2018, 15:00 | (1) Huddersfield Town | 1 - 1   | Birmingham City (2)    | John Smith's Stadium, Huddersfield                         |                                                            |
|                            | - Steve Mounie 21'    | Reporte | - Lukas Jutkiewicz 54' | Asistencia: 12 683 espectadores Árbitro(s): Neil Swarbrick | Asistencia: 12 683 espectadores Árbitro(s): Neil Swarbrick |

| 27 de enero de 2018, 15:00 | (2) Hull City                        | 2 - 1   | Nottingham Forest (2)   | KCOM Stadium, Hull                                         |                                                            |
|                            | - Jarrod Bowen 18' - Nouha Dicko 40' | Reporte | - Apostolos Vellios 88' | Asistencia: 13 450 espectadores Árbitro(s): Stuart Attwell | Asistencia: 13 450 espectadores Árbitro(s): Stuart Attwell |

| 27 de enero de 2018, 15:00 | (3) Milton Keynes Dons | 0 - 1   | Coventry City (4)   | Stadium MK, Milton Keynes                                |                                                          |
|                            |                        | Reporte | - Maxime Biamou 64' | Asistencia: 14 925 espectadores Árbitro(s): Peter Bankes | Asistencia: 14 925 espectadores Árbitro(s): Peter Bankes |

| 27 de enero de 2018, 15:00 | (2) Middlesbrough | 0 - 1   | Brighton & Hove Albion (1) | Riverside Stadium, Middlesbrough                           |                                                            |
|                            |                   | Reporte | - Glenn Murray 90'         | Asistencia: 20 475 espectadores Árbitro(s): Anthony Taylor | Asistencia: 20 475 espectadores Árbitro(s): Anthony Taylor |

| 27 de enero de 2018, 15:00 | (3) Millwall                         | 2 - 2   | Rochdale (3)                        | The Den, Londres                                       |                                                        |
|                            | - Jed Wallace 17' - Ben Thompson 90' | Reporte | - Ian Henderson 32' - Matt Done 53' | Asistencia: 8 346 espectadores Árbitro(s): Andy Madley | Asistencia: 8 346 espectadores Árbitro(s): Andy Madley |

| 27 de enero de 2018, 15:00 | (4) Notts County | 1 - 1   | Swansea City (1)       | Meadow Lane, Nottingham                               |                                                       |
|                            | - Jon Stead 62'  | Reporte | - Luciano Narsingh 45' | Asistencia: 9 802 espectadores Árbitro(s): Mike Jones | Asistencia: 9 802 espectadores Árbitro(s): Mike Jones |

| 27 de enero de 2018, 15:00 | (2) Sheffield United | 1 - 0   | Preston North End (2) | Bramall Lane, Sheffield                                  |                                                          |
|                            | - Billy Sharp 80'    | Reporte |                       | Asistencia: 15 680 espectadores Árbitro(s): Graham Scott | Asistencia: 15 680 espectadores Árbitro(s): Graham Scott |

| 27 de enero de 2018, 15:00 | (1) Southampton    | 1 - 0   | Watford (1) | St Mary's Stadium, Southampton                            |                                                           |
|                            | - Jack Stephens 4' | Reporte |             | Asistencia: 25 195 espectadores Árbitro(s): Robert Madley | Asistencia: 25 195 espectadores Árbitro(s): Robert Madley |

| 27 de enero de 2018, 15:00 | (3) Wigan Athletic      | 2 - 0   | West Ham United (1) | DW Stadium, Wigan                                          |                                                            |
|                            | - William Grigg 7', 62' | Reporte |                     | Asistencia: 14 194 espectadores Árbitro(s): Chris Kavanagh | Asistencia: 14 194 espectadores Árbitro(s): Chris Kavanagh |

| 27 de enero de 2018, 17:30 | (4) Newport County  | 1 - 1   | Tottenham Hotspur (1) | Rodney Parade, Newport                                |                                                       |
|                            | - Padraig Amond 38' | Reporte | - Harry Kane 82'      | Asistencia: 9 836 espectadores Árbitro(s): Roger East | Asistencia: 9 836 espectadores Árbitro(s): Roger East |

| 27 de enero de 2018, 19:45 | (1) Liverpool                            | 2 - 3   | West Bromwich Albion (1)                   | Anfield, Liverpool                                       |                                                          |
|                            | - Roberto Firmino 5' - Mohamed Salah 78' | Reporte | - Jay Rodriguez 7', 11' - Joel Matip 45+2' | Asistencia: 53 342 espectadores Árbitro(s): Craig Pawson | Asistencia: 53 342 espectadores Árbitro(s): Craig Pawson |

| 28 de enero de 2018, 13:30 | (1) Chelsea                                    | 3 - 0   | Newcastle United (1) | Stamford Bridge, Londres                                 |                                                          |
|                            | - Michy Batshuayi 31', 44' - Marcos Alonso 72' | Reporte |                      | Asistencia: 41 049 espectadores Árbitro(s): Kevin Friend | Asistencia: 41 049 espectadores Árbitro(s): Kevin Friend |

| 28 de enero de 2018, 16:00 | (2) Cardiff City | 0 - 2   | Manchester City (1)                        | Cardiff City Stadium, Cardiff                         |                                                       |
|                            |                  | Reporte | - Kevin De Bruyne 8' - Raheem Sterling 37' | Asistencia: 32 339 espectadores Árbitro(s): Lee Mason | Asistencia: 32 339 espectadores Árbitro(s): Lee Mason |

### Replays
| 6 de febrero de 2018, 19:45 | (2) Birmingham City | 1 - 4 (1 - 1) (t. s.) | Huddersfield Town (1)                                                          | St Andrew's Stadium, Birmingham                          |                                                          |
|                             | - Che Adams 52'     | Reporte               | - Marc Roberts 60' - Steve Mounie 94' - Rajiv van La Parra 97' - Tom Ince 106' | Asistencia: 13 175 espectadores Árbitro(s): Paul Tierney | Asistencia: 13 175 espectadores Árbitro(s): Paul Tierney |

| 6 de febrero de 2018, 19:45 | (3) Rochdale        | 1 - 0   | Millwall (3) | Spotland Stadium, Rochdale                              |                                                         |
|                             | - Ian Henderson 53' | Reporte |              | Asistencia: 2 790 espectadores Árbitro(s): Tim Robinson | Asistencia: 2 790 espectadores Árbitro(s): Tim Robinson |

| 6 de febrero de 2018, 20:05 | (1) Swansea City | 8 - 1   | Notts County (4) | Liberty Stadium, Swansea                                   |                                                            |
|                             | - Tammy Abraham 18', 45+3' - Nathan Dyer 20', 30' - Kyle Naughton 53' - Wayne Routledge 57' - Tom Carroll 65' - Daniel James 82' | Reporte | - Noor Husin 35' | Asistencia: 7 822 espectadores Árbitro(s): Martin Atkinson | Asistencia: 7 822 espectadores Árbitro(s): Martin Atkinson |

| 7 de febrero de 2018, 19:45 | (1) Tottenham Hotspur              | 2 - 0   | Newport County (4) | Wembley Stadium, Londres                                   |                                                            |
|                             | - Dan Butler 26' - Erik Lamela 34' | Reporte |                    | Asistencia: 38 947 espectadores Árbitro(s): Stuart Attwell | Asistencia: 38 947 espectadores Árbitro(s): Stuart Attwell |

## Quinta Ronda
Un total de 16 clubes ganadores de la cuarta ronda juegan en la quinta ronda, los partidos se jugarán del 16 al 19 de febrero de 2018.
| 16 de febrero de 2018, 19:45 | (1) Leicester City | 1 - 0   | Sheffield United (2) | King Power Stadium, Leicester                         |                                                       |
|                              | - Jamie Vardy 66'  | Reporte |                      | Asistencia: 28 336 espectadores Árbitro(s): Lee Mason | Asistencia: 28 336 espectadores Árbitro(s): Lee Mason |

| 16 de febrero de 2018, 20:00 | (1) Chelsea                                        | 4 - 0   | Hull City (2)      | Stamford Bridge, Londres                                   |                                                            |
|                              | - Willian 2', 32' - Pedro 27' - Olivier Giroud 42' | Reporte | - David Meyler 51' | Asistencia: 39 591 espectadores Árbitro(s): Andre Marriner | Asistencia: 39 591 espectadores Árbitro(s): Andre Marriner |

| 17 de febrero de 2018, 12:30 | (2) Sheffield Wednesday | 0 - 0   | Swansea City (1) | Hillsborough Stadium, Sheffield                          |                                                          |
|                              |                         | Reporte |                  | Asistencia: 19 427 espectadores Árbitro(s): Paul Tierney | Asistencia: 19 427 espectadores Árbitro(s): Paul Tierney |

| 17 de febrero de 2018, 15:00 | (1) West Bromwich Albion | 1 - 2   | Southampton (1)                      | The Hawthorns, West Bromwich                               |                                                            |
|                              | - Salomón Rondón 58'     | Reporte | - Wesley Hoedt 11' - Dusan Tadic 56' | Asistencia: 17 600 espectadores Árbitro(s): Chris Kavanagh | Asistencia: 17 600 espectadores Árbitro(s): Chris Kavanagh |

| 17 de febrero de 2018, 15:15 | (1) Brighton & Hove Albion                                     | 3 - 1   | Coventry City (4)          | Falmer Stadium, Brighton                                 |                                                          |
|                              | - Jürgen Locadia 15' - Connor Goldson 34' - Leonardo Ulloa 61' | Reporte | - Jonson Clarke-Harris 77' | Asistencia: 26 966 espectadores Árbitro(s): Craig Pawson | Asistencia: 26 966 espectadores Árbitro(s): Craig Pawson |

| 17 de febrero de 2018, 17:30 | (1) Huddersfield Town | 0 - 2   | Manchester United (1)   | John Smith's Stadium, Huddersfield                       |                                                          |
|                              |                       | Reporte | - Romelu Lukaku 3', 55' | Asistencia: 17 861 espectadores Árbitro(s): Kevin Friend | Asistencia: 17 861 espectadores Árbitro(s): Kevin Friend |

| 18 de febrero de 2018, 16:00 | (3) Rochdale                             | 2 - 2   | Tottenham Hotspur (1)              | Crown Oil Arena, Rochdale                                |                                                          |
|                              | - Ian Henderson 45' - Steve Davies 90+3' | Reporte | - Lucas Moura 59' - Harry Kane 88' | Asistencia: 8 480 espectadores Árbitro(s): Robert Madley | Asistencia: 8 480 espectadores Árbitro(s): Robert Madley |

| 19 de febrero de 2018, 19:55 | (3) Wigan Athletic  | 1 - 0   | Manchester City (1) | DW Stadium, Wigan                                          |                                                            |
|                              | - William Grigg 79' | Reporte |                     | Asistencia: 19 242 espectadores Árbitro(s): Anthony Taylor | Asistencia: 19 242 espectadores Árbitro(s): Anthony Taylor |

### Replays
| 27 de febrero de 2018, 19:45 | (1) Swansea City                    | 2 - 0   | Sheffield Wednesday (2) | Liberty Stadium, Swansea                                 |                                                          |
|                              | - Jordan Ayew 55' - Nathan Dyer 80' | Reporte |                         | Asistencia: 8 198 espectadores Árbitro(s): Stuart Attwel | Asistencia: 8 198 espectadores Árbitro(s): Stuart Attwel |

| 28 de febrero de 2018, 20:05 | (1) Tottenham Hotspur                                                                 | 6 - 1   | Rochdale (3)           | Wembley Stadium, Londres                                 |                                                          |
|                              | - Son Heung-Min 23', 65' - Fernando Llorente 47', 53', 59' - Kyle Walker-Peters 90+3' | Reporte | - Stephen Humphrys 31' | Asistencia: 24 627 espectadores Árbitro(s): Paul Tierney | Asistencia: 24 627 espectadores Árbitro(s): Paul Tierney |

## Cuartos de final
Los 8 clubes ganadores de la quinta ronda juegan los cuartos de final, los partidos se jugarán el fin de semana del 17 al 18 de marzo de 2018.
| 17 de marzo de 2018, 12:15 | (1) Swansea City | 0 - 3   | Tottenham Hotspur (1)                            | Liberty Stadium, Swansea City                            |                                                          |
|                            |                  | Reporte | - Christian Eriksen 11', 62' - Erik Lamela 45+1' | Asistencia: 17 498 espectadores Árbitro(s): Kevin Friend | Asistencia: 17 498 espectadores Árbitro(s): Kevin Friend |

| 17 de marzo de 2018, 19:45 | (1) Manchester United                   | 2 - 0   | Brighton & Hove Albion (1) | Old Trafford, Mánchester                                   |                                                            |
|                            | - Romelu Lukaku 37' - Nemanja Matic 83' | Reporte |                            | Asistencia: 74 241 espectadores Árbitro(s): Andre Marriner | Asistencia: 74 241 espectadores Árbitro(s): Andre Marriner |

| 18 de marzo de 2018, 13:30 | (3) Wigan Athletic | 0 - 2   | Southampton (1)                                   | DW Stadium, Wigan                                          |                                                            |
|                            |                    | Reporte | - Pierre-Emile Højbjerg 62' - Cédric Soares 90+1' | Asistencia: 17 110 espectadores Árbitro(s): Michael Oliver | Asistencia: 17 110 espectadores Árbitro(s): Michael Oliver |

| 18 de marzo de 2018, 16:30 | (1) Leicester City | 1 - 2 (1 - 1) (t. s.) | Chelsea (1)                      | King Power Stadium, Leicester                            |                                                          |
|                            | - Jamie Vardy 76'  | Reporte               | - Álvaro Morata 42' - Pedro 105' | Asistencia: 31 792 espectadores Árbitro(s): Craig Pawson | Asistencia: 31 792 espectadores Árbitro(s): Craig Pawson |

## Semifinal
Las semifinales se jugaron el sábado 21 de abril y el domingo 22 de abril de 2018 en el Wembley Stadium.
| 21 de abril de 2018, 17:15 | (1) Manchester United                    | 2 - 1   | Tottenham Hotspur (1) | Wembley Stadium, Londres                                   |                                                            |
|                            | - Alexis Sánchez 24' - Ander Herrera 62' | Reporte | - Dele Alli 11'       | Asistencia: 84 667 espectadores Árbitro(s): Anthony Taylor | Asistencia: 84 667 espectadores Árbitro(s): Anthony Taylor |

| 22 de abril de 2018, 15:00 | (1) Chelsea                              | 2 - 0   | Southampton (1) | Wembley Stadium, Londres                                    |                                                             |
|                            | - Olivier Giroud 46' - Álvaro Morata 82' | Reporte |                 | Asistencia: 73 416 espectadores Árbitro(s): Martin Atkinson | Asistencia: 73 416 espectadores Árbitro(s): Martin Atkinson |

## Final
La final se jugó el sábado 19 de mayo de 2018 en Wembley.
| 19 de mayo de 2018, 17:15 | Chelsea           | 1 - 0   | Manchester United | Wembley Stadium, Londres                                   |                                                            |
|                           | - Eden Hazard 22' | Reporte |                   | Asistencia: 87 647 espectadores Árbitro(s): Michael Oliver | Asistencia: 87 647 espectadores Árbitro(s): Michael Oliver |

| 13         | POR        | Thibaut Courtois  |       |
| 2          | DEF        | Antonio Rüdiger   |       |
| 24         | DEF        | Gary Cahill       |       |
| 28         | DEF        | César Azpilicueta |       |
| 3          | MED        | Marcos Alonso     |       |
| 4          | MED        | Cesc Fàbregas     |       |
| 7          | MED        | N'Golo Kanté      |       |
| 14         | MED        | Tiémoué Bakayoko  |       |
| 15         | MED        | Victor Moses      |       |
| 10         | DEL        | Eden Hazard       | 90+1' |
| 18         | DEL        | Olivier Giroud    | 89'   |
| Entrenador | Entrenador | Antonio Conte     |       |

| 1          | POR        | David de Gea     |     |
| 4          | DEF        | Phil Jones       | 87' |
| 12         | DEF        | Chris Smalling   |     |
| 18         | DEF        | Ashley Young     |     |
| 25         | DEF        | Antonio Valencia |     |
| 6          | MED        | Paul Pogba       |     |
| 21         | MED        | Ander Herrera    |     |
| 31         | MED        | Nemanja Matić    |     |
| 7          | DEL        | Alexis Sánchez   |     |
| 14         | DEL        | Jesse Lingard    | 73' |
| 19         | DEL        | Marcus Rashford  | 73' |
| Entrenador | Entrenador | José Mourinho    |     |

| 9  | DEL | Álvaro Morata | 89'   |
| 22 | MED | Willian       | 90+1' |

| 9  | DEL | Romelu Lukaku   | 73' |
| 11 | DEL | Anthony Martial | 73' |
| 8  | MED | Juan Mata       | 87' |

| Anotado · Penal | 22' | Eden Hazard | 1 – 0 |

| Amonestado | 90+4' | Thibaut Courtois |  |

| Amonestado | 21' | Phil Jones       |  |
| Amonestado | 58' | Antonio Valencia |  |

| Árbitro             | Michael Oliver |
| Árbitros asistentes | Lee Betts      |
| Árbitros asistentes | Ian Hussin     |
| Cuarto árbitro      | Lee Mason      |

| 13         | POR        | Thibaut Courtois  |       |
| 2          | DEF        | Antonio Rüdiger   |       |
| 24         | DEF        | Gary Cahill       |       |
| 28         | DEF        | César Azpilicueta |       |
| 3          | MED        | Marcos Alonso     |       |
| 4          | MED        | Cesc Fàbregas     |       |
| 7          | MED        | N'Golo Kanté      |       |
| 14         | MED        | Tiémoué Bakayoko  |       |
| 15         | MED        | Victor Moses      |       |
| 10         | DEL        | Eden Hazard       | 90+1' |
| 18         | DEL        | Olivier Giroud    | 89'   |
| Entrenador | Entrenador | Antonio Conte     |       |

| 1          | POR        | David de Gea     |     |
| 4          | DEF        | Phil Jones       | 87' |
| 12         | DEF        | Chris Smalling   |     |
| 18         | DEF        | Ashley Young     |     |
| 25         | DEF        | Antonio Valencia |     |
| 6          | MED        | Paul Pogba       |     |
| 21         | MED        | Ander Herrera    |     |
| 31         | MED        | Nemanja Matić    |     |
| 7          | DEL        | Alexis Sánchez   |     |
| 14         | DEL        | Jesse Lingard    | 73' |
| 19         | DEL        | Marcus Rashford  | 73' |
| Entrenador | Entrenador | José Mourinho    |     |

| 9  | DEL | Álvaro Morata | 89'   |
| 22 | MED | Willian       | 90+1' |

| 9  | DEL | Romelu Lukaku   | 73' |
| 11 | DEL | Anthony Martial | 73' |
| 8  | MED | Juan Mata       | 87' |

| Anotado · Penal | 22' | Eden Hazard | 1 – 0 |

| Amonestado | 90+4' | Thibaut Courtois |  |

| Amonestado | 21' | Phil Jones       |  |
| Amonestado | 58' | Antonio Valencia |  |

| Árbitro             | Michael Oliver |
| Árbitros asistentes | Lee Betts      |
| Árbitros asistentes | Ian Hussin     |
| Cuarto árbitro      | Lee Mason      |

|                       |
| Campeón               |
| Bandera de Inglaterra |
| Chelsea F. C.         |
| 8º título             |